# Дубові Махаринці
Дубові Махари́нці — село в Україні, у Самгородоцькій сільській громаді Хмільницького району Вінницької області.
Село постраждало внаслідок геноциду українського народу, проведеного урядом СССР 1932-1933 та 1946-1947.

## Легенда про походження назви
Одна з місцевих легенд щодо походження назви села розповідає, що під час татарського набігу поселення було спалено, а мешканці взяті в полон чи вбиті, але один чоловік на ім'я Макар сховався на високому дубі і таким чином врятувався. Після цього село отримало назву Макаринці, що згодом трансформувалось в Дубові Махаринці.

## Історія
Станом на 1885 рік у колишньому власницькому селі, центрі Дубово-Махаринецької волості Бердичівського повіту Київської губернії, мешкала 731 особа, налічувалось 130 дворових господарств, існували православна церква, школа, постоялий будинок, водяний і 3 вітряних млини.
З 1917 - у складі УНР. 1921 - стабільний російсько-більшовицький режим. 1929 комуністи почали насильно втягувати мешканців села до колгоспів. На 1931 контролювали все їстівне у селі, а 1932 вдалися до терору голодом. Серед постраждалих від примусового голодування - Іван Дем'янюк.
Влітку 1941 сталінська влада провела у селі примусову мобілізацію. Але у серпні втекла на схід, а більшість мобілізованих опинилися в німецькому полоні, де також зазнали мук голодом.
1946 сталінська влада організувала ще один, третій за ліком голодомор на території села.

## Відомі особи
У Дубових Махаринцях 1920 року народився Іван Дем'янюк.

## Галерея

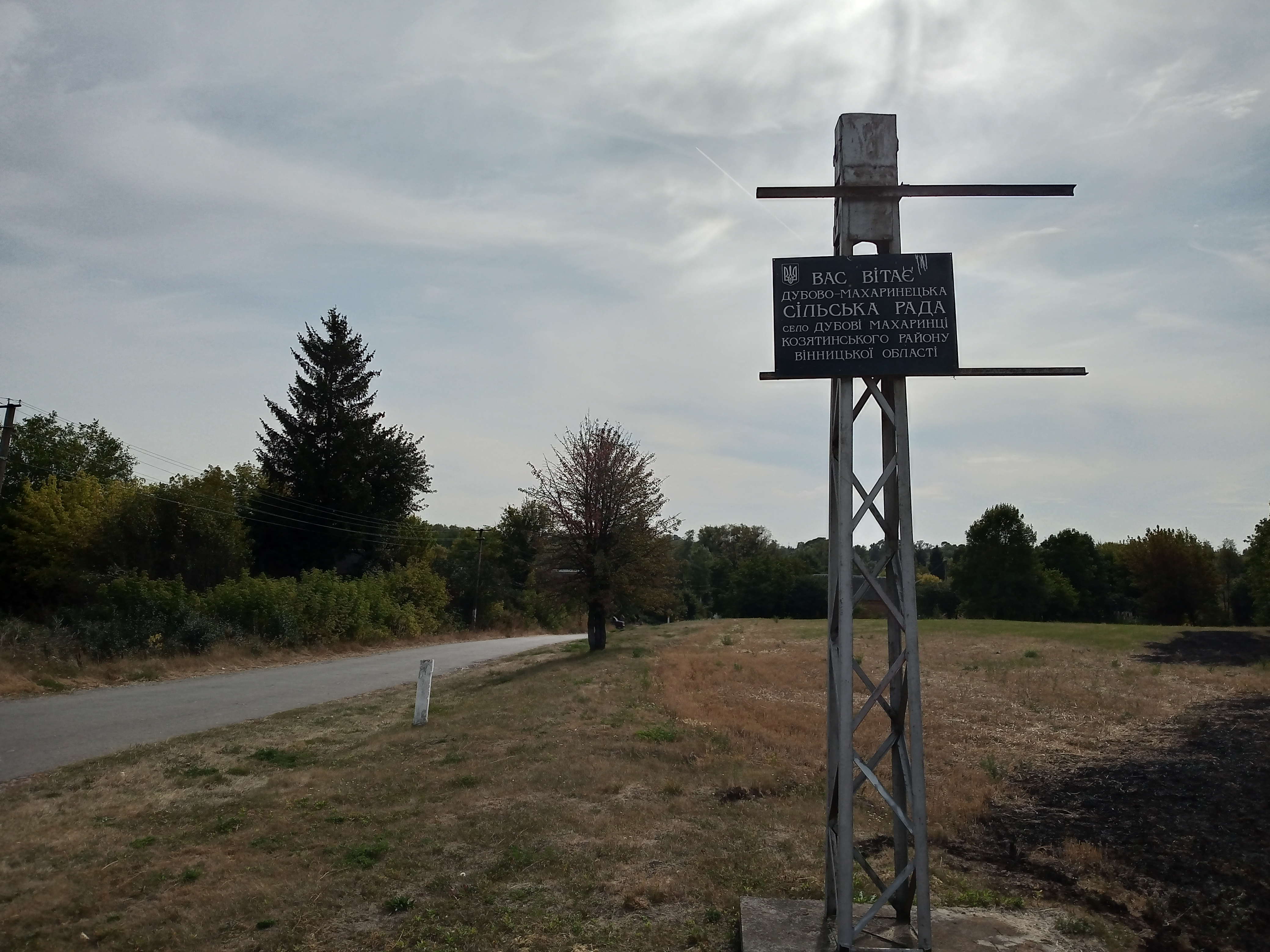
Знак при в'їзді в село зі сторони с. Журбинці
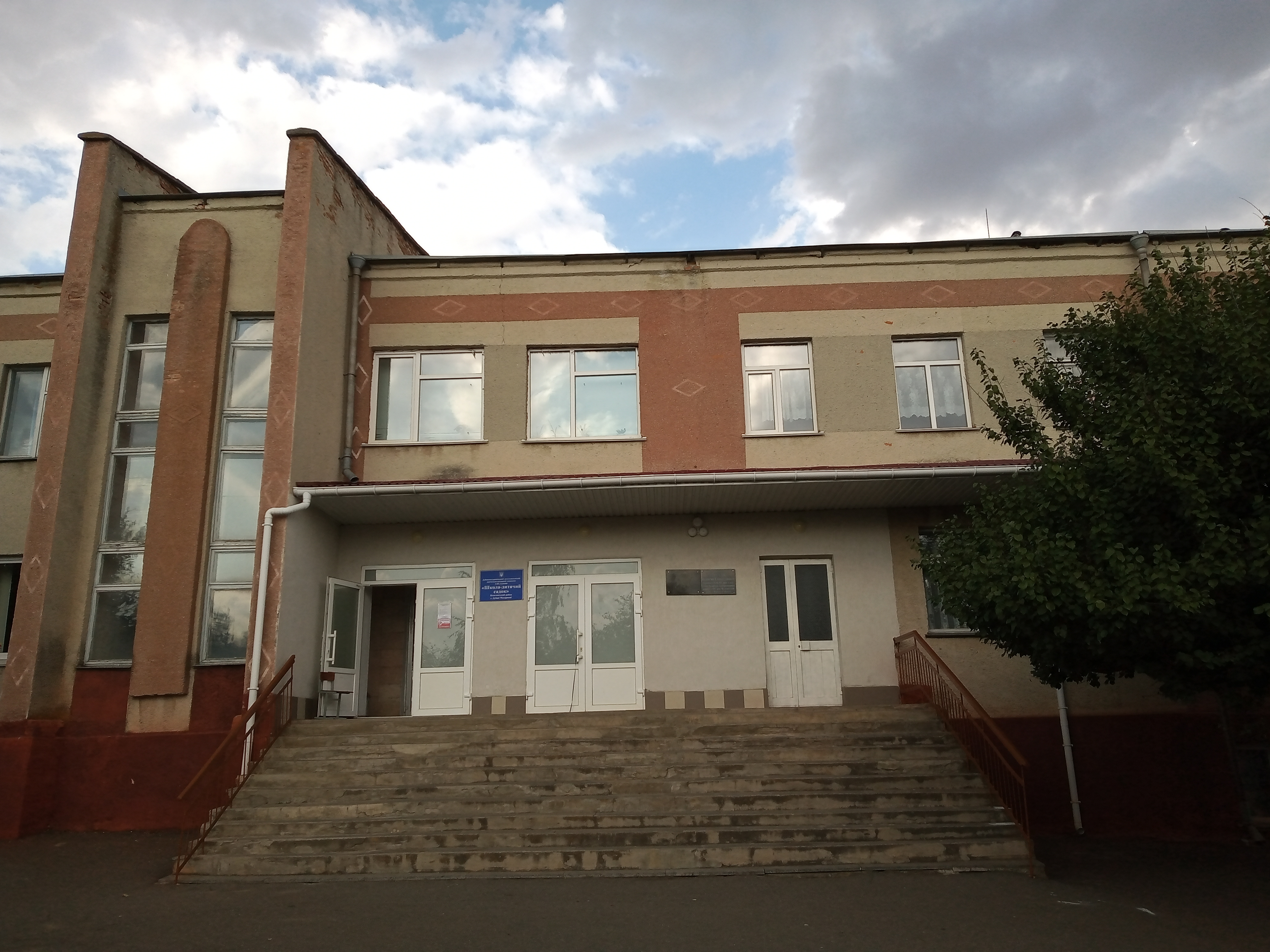
Школа
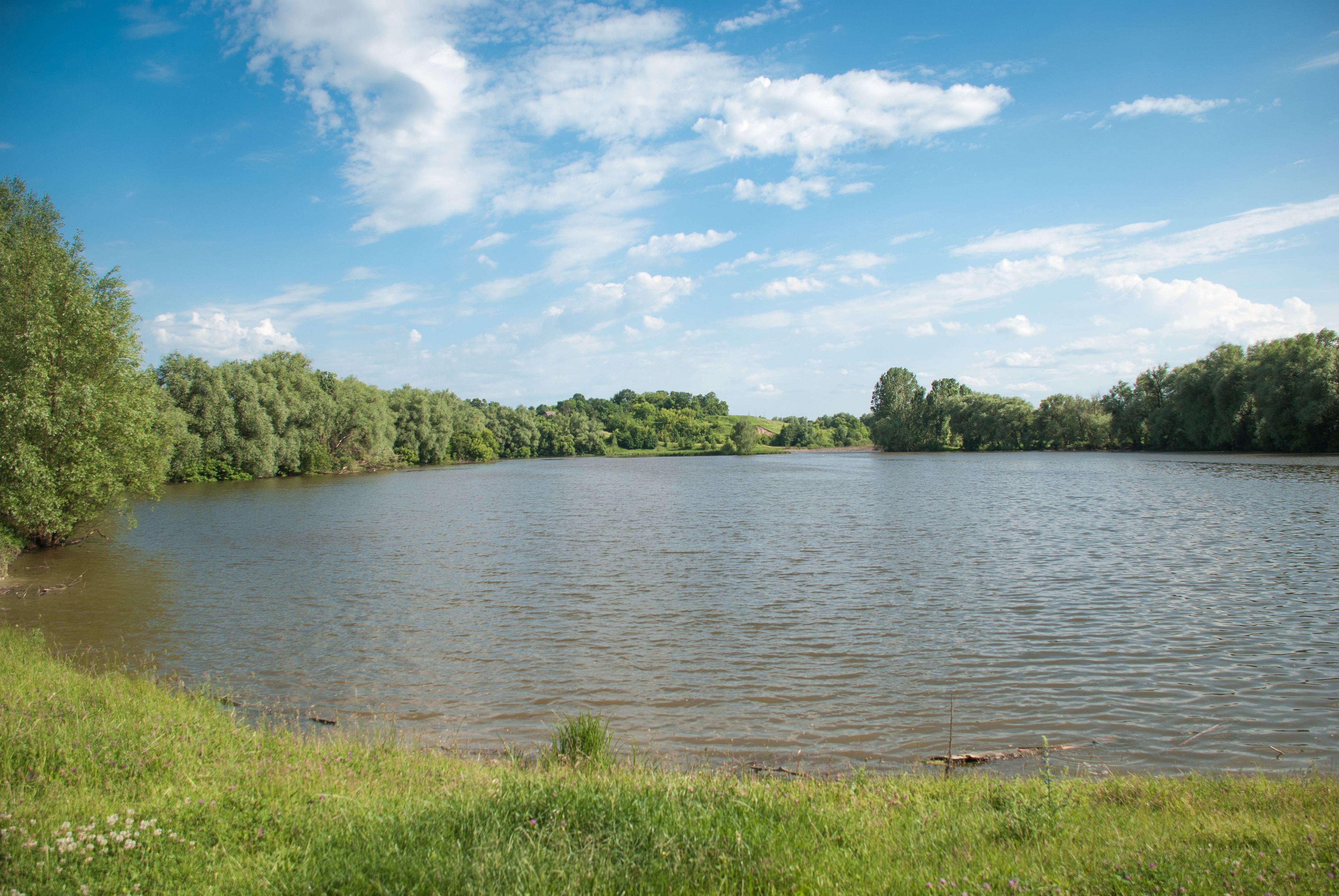
Ставок в селі
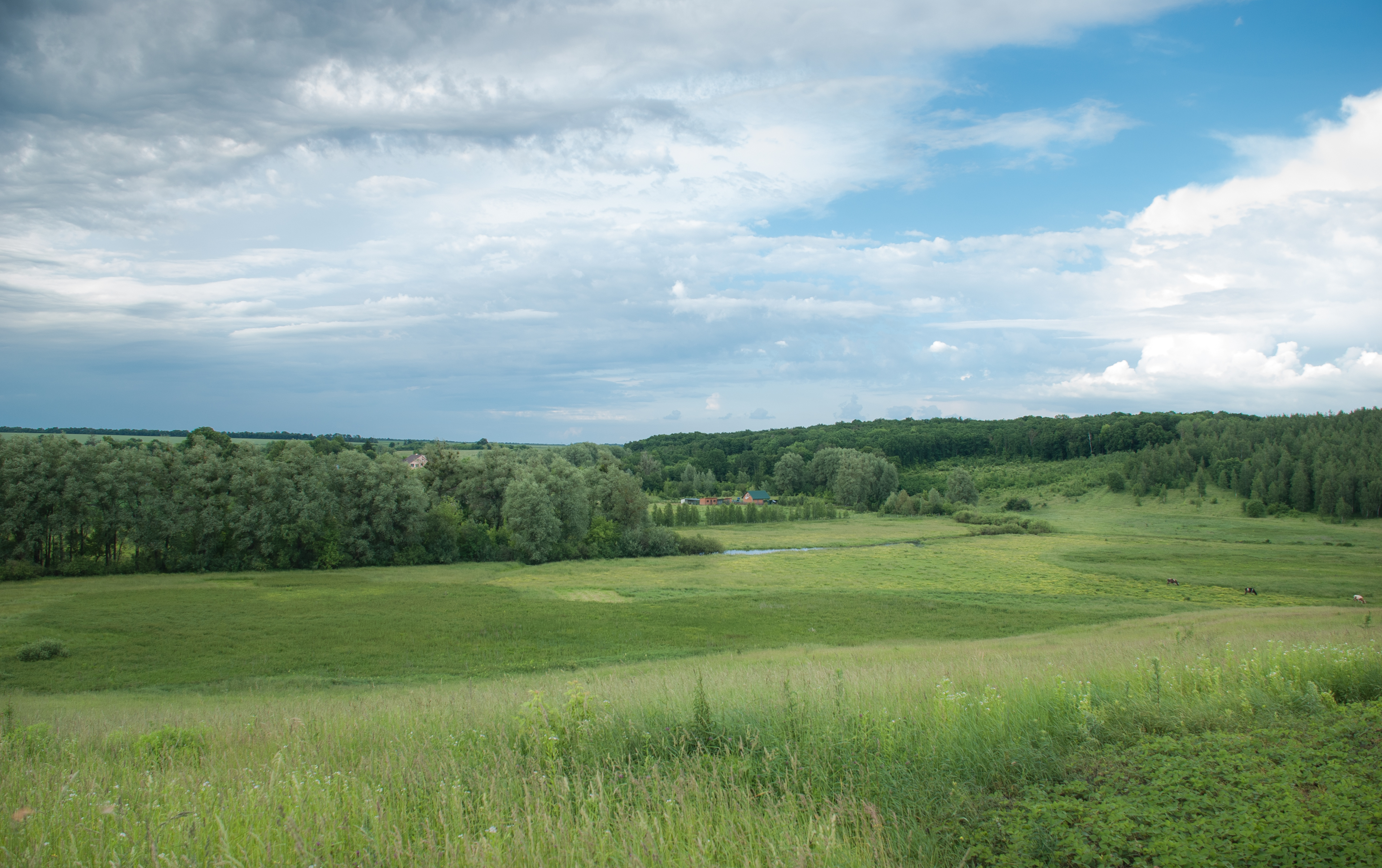
На околиці
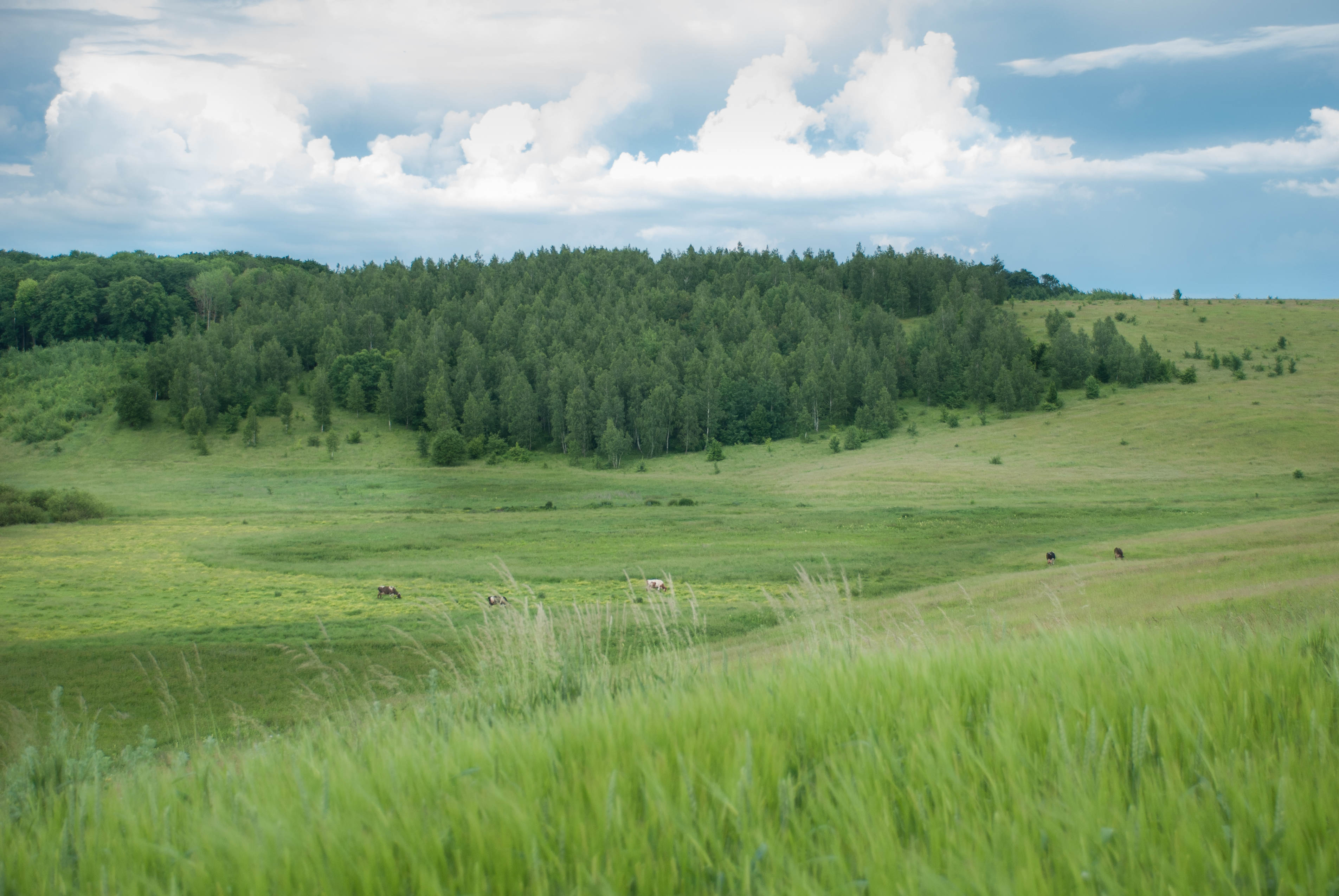
Березовий ліс за селом
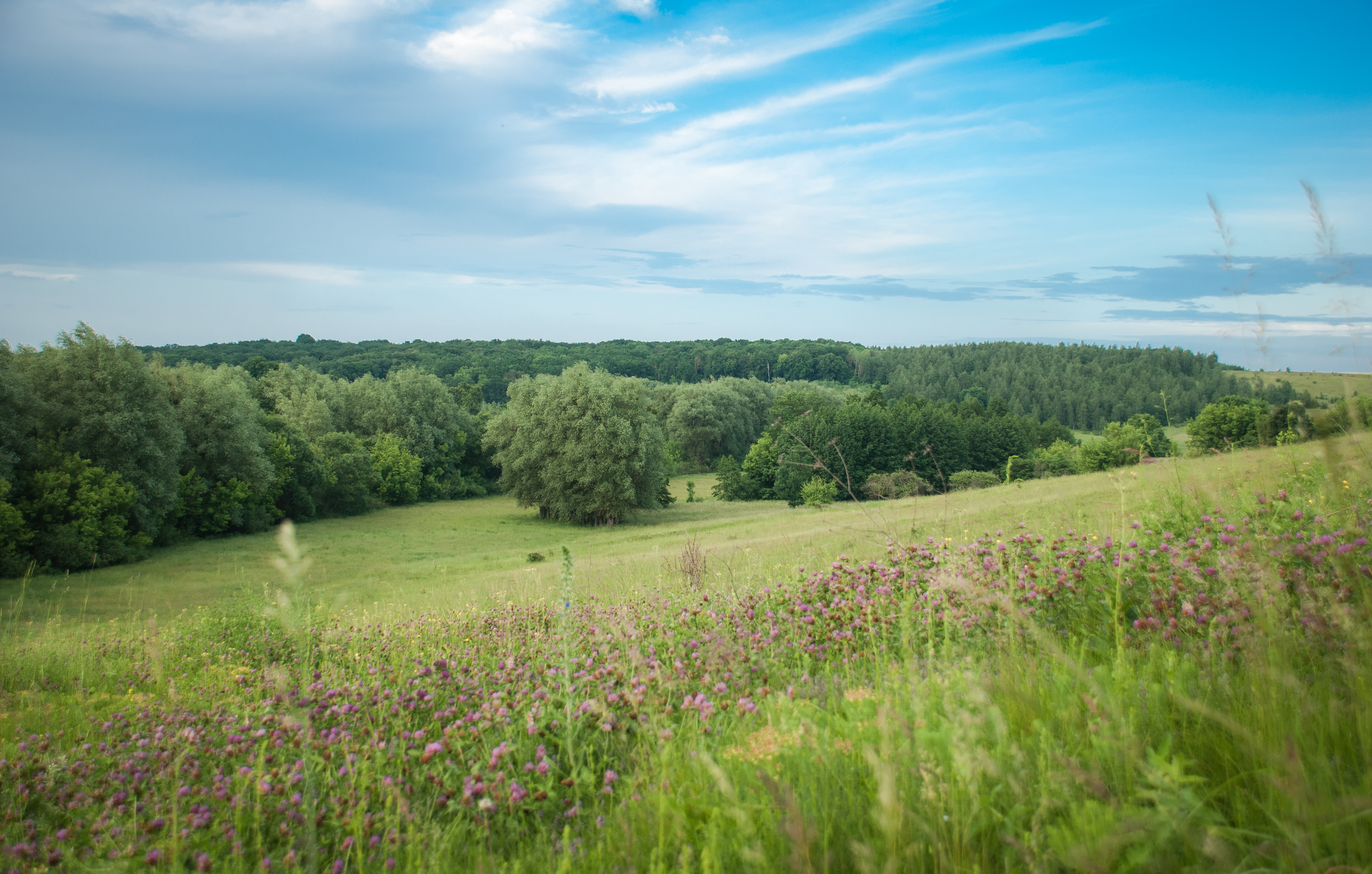
Літній пейзаж з видом на ліс